# Escola Nacional de Circo
Localizada no Rio de Janeiro, a Escola Nacional de Circo (ENC) foi fundada em 1982 e é atualmente a única escola mantida pelo Ministério da Cultura do Brasil. É um curso de dois anos, com formação em Técnico em Circo.
As vagas da ENC são definidas por concurso público. Estão aptos a participar do Processo Seletivo brasileiros natos ou naturalizados (pessoa física) e estrangeiros, com idade igual ou superior a 18 anos completos, que tiverem concluído o ensino médio ou equivalente até a data da matrícula no curso.  A prova consiste em habilidade motora, força, flexibilidade, resistência e disciplinas circenses.
A ENC também possui um curso de reciclagem, que consiste em treinamento supervisionado à artistas que possuem técnica.

## Disciplinas
A ENC oferece o aprendizado em cinco conjuntos de técnicas circenses principais:
- Técnicas de manipulação (malabares, ilusionismo, caixa, etc.)
- Técnicas de acrobacias aéreas (trapézio ( vôos, balanço, simples, 1 ponto), corda indiana, tecido, passeio aéreo, lira, quadrante, mastro chinês, percha, bambu, etc.)
- Técnicas de acrobacia (contorção, trampolim acrobático, patins acrobático, acrobacia de solo, etc)
- Técnicas de equilíbrio (perna-de-pau, monociclo, foca, paradas de mão, etc)
- Técnicas especiais (pirofagia, comicidade, etc)